# Ceratothoa parallela
Ceratothoa parallela is een pissebed uit de familie Cymothoidae. De wetenschappelijke naam van de soort is voor het eerst geldig gepubliceerd in 1828 door Otto.